# Hans-Wilhelm Heine
Hans-Wilhelm Heine (* 20. April 1948 in Hannover; † 2. August 2012) war ein deutscher Mittelalterarchäologe, der von 1977 bis 2012 beim Niedersächsischen Landesamt für Denkmalpflege tätig war. Sein Spezialgebiet war die Burgenforschung.

## Leben
Hans-Wilhelm Heine war der Sohn eines Kaufmanns in Hannover. Nach dem Abitur 1967 am Kaiser-Wilhelm-Gymnasium in Hannover leistete er seinen Wehrdienst in Lüneburg ab. An der Universität Freiburg studierte er klassische Archäologie und wechselte bald zur Ur- und Frühgeschichte  sowie zur Alten und Mittleren Geschichte über. Nach einem Sommersemester an der Universität Göttingen 1971 setzte er unter dem Einfluss von Herbert Jankuhn seinen Schwerpunkt auf die Mittelalterarchäologie. Während des Studiums nahm er unter anderem an Grabungen am Kastell bei Isny, der bronzezeitlichen Siedlung von Hitzacker, dem mittelalterlichen Königshof Kloster Neudingen, dem eisenzeitlichen Fürstengrab Magdalenenberg und der Motte Haus Mark teil. 1976 legte Heine seine Dissertation „Studien zu Wehranlagen zwischen junger Donau und westlichem Bodensee“  vor. 1976 und 1977 war er noch vor dem Rigorosum bei der Außenstelle Karlsruhe des Landesdenkmalamts Baden-Württemberg mit der Inventarisierung mittelalterarchäologischer Denkmale und Fundstellen im Nordschwarzwald betraut. Ende 1977 trat er in Hannover beim Dezernat für Denkmalpflege des Niedersächsischen Landesverwaltungsamtes eine Stelle an. Bei dieser Vorläuferbehörde des späteren Niedersächsischen Landesamtes für Denkmalpflege (NLD) nahm Heine von 1978 bis 1980 Ausgrabungen in den Stadtkernen mittelalterlicher Städte, vor allem in Hameln, vor. Bereits in dieser Zeit spezialisierte er sich auf hoch- und spätmittelalterliche Burgen und war im Fachgebiet Burgenforschung ab 1981 an Ausgrabungen der Lüningsburg, der Isenburg und der Burg Lemförde beteiligt. Später war er für das Schwerpunktprogramm Burgenforschung beim NLD verantwortlich. In der archäologischen Burgenforschung in Niedersachsen förderte er den Einsatz von geophysikalischen und geochemischen Methoden in der Prospektion, wie zwischen 1988 und 1993 bei der Posteburg und der Dammburg bei Alt-Isenhagen. Von ihm koordinierte Projekte besonderer Art waren um 2010 Airborne-Laserscanning-Erfassungen von Burgen im Weserbergland, vom römisch-germanischen Gefechtsfeld am Harzhorn und vom Römerlager Hedemünden. Zur Vermessung niedersächsischer Burgwälle arbeitete Heine mit Institutionen des Vermessungs- und Katasterwesens, wie geographische Universitätsinstitute, zusammen. Hans-Wilhelm Heine hatte von 1996 bis 2001 wegen einer Vakanz vertretungsweise die Stelle des Referatsleiters Archäologie im NLD inne und war in dieser Zeit niedersächsischer Landesarchäologe.

## Mitgliedschaften
- Deutsches Archäologisches Institut
- Archäologische Kommission für Niedersachsen
- Freundeskreis für Archäologie in Niedersachsen
- Historische Kommission für Niedersachsen und Bremen
- Historischer Verein für Niedersachsen
- Niedersächsischer Heimatbund
- Niedersächsischer Landesverein für Urgeschichte
- Deutsche Burgenvereinigung
- Schweizerischer Burgenverein

## Schriften und Beiträge (Auswahl)
- Studien zu Wehranlagen zwischen junger Donau und westlichem Bodensee. In: Landesdenkmalamt Baden-Württemberg (Hrsg.): Forschungen und Berichte der Archäologie des Mittelalters in Baden-Württemberg. Band 5. Stuttgart 1978, ISSN 0178-3262.
- Frühe Burgen und Pfalzen in Niedersachsen. Von den Anfängen bis zum Mittelalter. Hildesheim 1995.
- Burgen um 1000 zwischen Mittelweser und Leine. Sonderveröffentlichung anlässlich des Kolloquiums in Porta Westfalica aus: Archäologie in Ostwestfalen, Band 4, ISBN 3-89534-289-0, 1999. (Online, PDF 514 kB)
- Die ur- und frühgeschichtlichen Burgwälle im Regierungsbezirk Hannover. Hannover 2000, ISBN 3-7752-5645-8.
- Der „Heidenwall“ in Oldenburg. Ein archäologischer Beitrag zur Ersterwähnung Oldenburgs 1108 (Wegweiser zur Ur- und Frühgeschichte Niedersachsens; Bd. 27). Isensee Verlag, Oldenburg, 2008, ISBN 978-3-89995-537-8.
- Schaumburger Land – Burgenland, in der Reihe Wegweiser zur Vor- und Frühgeschichte Niedersachsens (29), Oldenburg 2010, herausgegeben vom Niedersächsischen Landesamt für Denkmalpflege und der Archäologischen Kommission für Niedersachsen, ISBN 978-3-89995-673-3.